# Antwerp (Ohio)
Antwerp és una vila dels Estats Units a l'estat d'Ohio. Segons el cens del 2000 tenia 1.740 habitants.

## Demografia
Segons el cens del 2000, Antwerp tenia 1.740 habitants, 739 habitatges, i 487 famílies. La densitat de població era de 579,2 habitants per km².
Per edats la població es repartia de la següent manera: un 26,3% tenia menys de 18 anys, un 9,5% entre 18 i 24, un 28,9% entre 25 i 44, un 20,7% de 45 a 60 i un 14,7% 65 anys o més.
L'edat mediana era de 36 anys. Per cada 100 dones de 18 o més anys hi havia 89,8 homes.
La renda mediana per habitatge era de 33.139 $ i la renda mediana per família de 40.441 $. Els homes tenien una renda mediana de 33.684 $ mentre que les dones 23.158 $. La renda per capita de la població era de 18.785 $. Aproximadament el 5,6% de les famílies i el 8,9% de la població estaven per davall del llindar de pobresa.

## Poblacions properes
El següent diagrama mostra les poblacions més properes.